# Lajes do Pico
Lajes do Pico es una villa portuguesa en la isla del Pico, Región Autónoma de las Azores, con cerca de 1.800 habitantes.
Es sede de un municipio con 154,35 km² de superficie y 5.041 habitantes (2001), subdividido en 6 freguesias. El municipio está limitado al oeste por el municipio de Madalena, al norte por São Roque do Pico y al nordeste, este y sur tiene la costa del océano Atlántico.
La villa fue, durante años, centro de actividades balleneras siendo actualmente posible visitar el Museo de los Balleneros y la Fábrica de la Ballena. La villa es también conocida por sus actividades turísticas relacionadas con la observación de cetáceos. A finales de agosto se realizan las fiestas mayores del municipio, la Semana de los Balleneros.
El único ejemplo de arquitectura militar de la isla, el Fuerte de Santa Catarina, fue recuperado y funciona actualmente como el Puesto de Turismo de la Villa.

## Población
| Población del municipio de Lajes do Pico (1849-2004) | Población del municipio de Lajes do Pico (1849-2004) | Población del municipio de Lajes do Pico (1849-2004) | Población del municipio de Lajes do Pico (1849-2004) | Población del municipio de Lajes do Pico (1849-2004) | Población del municipio de Lajes do Pico (1849-2004) | Población del municipio de Lajes do Pico (1849-2004) | Población del municipio de Lajes do Pico (1849-2004) |
| ---------------------------------------------------- | ---------------------------------------------------- | ---------------------------------------------------- | ---------------------------------------------------- | ---------------------------------------------------- | ---------------------------------------------------- | ---------------------------------------------------- | ---------------------------------------------------- |
| 1849                                                 | 1900                                                 | 1930                                                 | 1960                                                 | 1981                                                 | 1991                                                 | 2001                                                 | 2004                                                 |
| 11480                                                | 9371                                                 | 7796                                                 | 8186                                                 | 5828                                                 | 5563                                                 | 5041                                                 | 4840                                                 |

## Geografía
Las freguesias de Lajes do Pico son las siguientes:
- Calheta de Nesquim
- Lajes do Pico
- Piedade
- Ribeiras
- Ribeirinha
- São João

## Ciudades hermanadas
- Cangas (Galicia, España); antigua ciudad ballenera, como Lajes do Pico. La ciudad de Cangas tiene una calle llamada Lajes do Pico, en recuerdo a este municipio azoreño.